# Platonismus

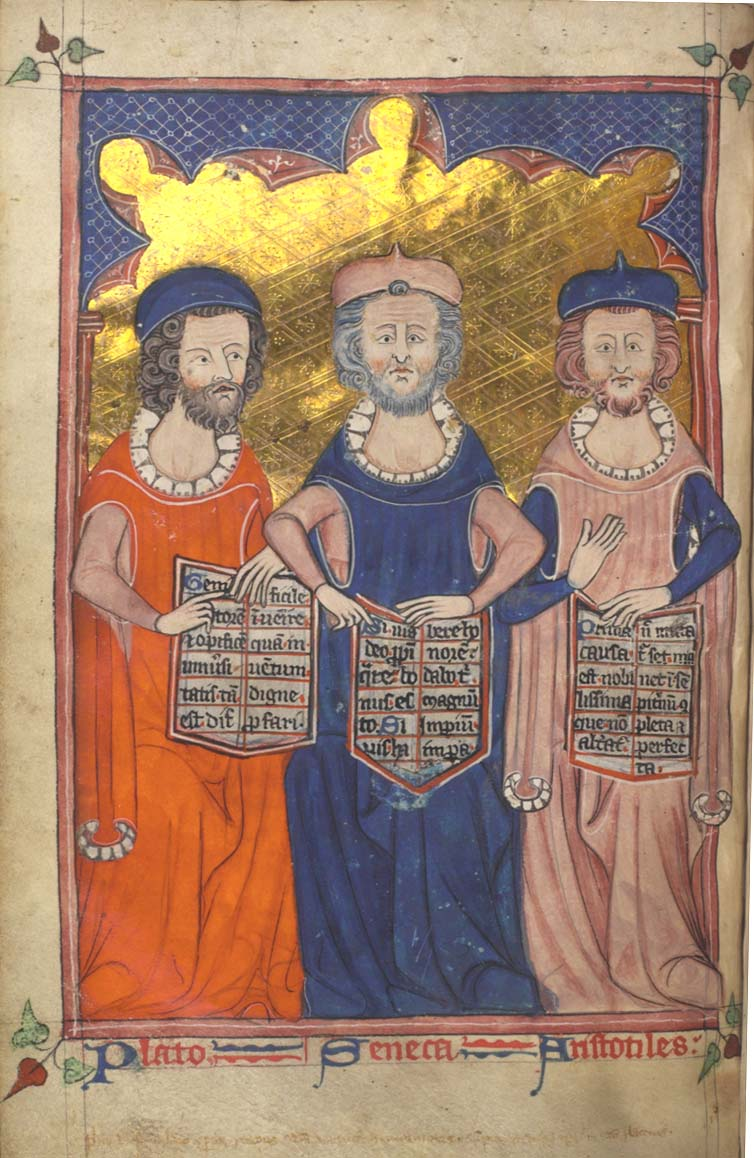
Platón, Seneca a Aristotelés (rukopis, kolem 1330)

Platonismus (též -izmus) je mnohotvárný filosofický směr, který navazuje na myšlení a dílo řeckého filosofa Platóna (427-347 př. n. l.), zakladatele platónské Akademie. Hlavní postavou mnoha jeho dialogů je jeho učitel Sókratés a jeho nejznámějším dědictvím je nauka o idejích.
V běžné řeči se používá i slovo platonický nebo platónský, jež označuje něco ideálního, případně pouze myšleného, teoretického. V geometrii se studují platónská tělesa, pravidelné mnohostěny.

## Filosofický obsah a hlavní témata
Platón napsal řadu dialogů, kde většinou hovoří jeho učitel Sókratés, ne však Platón sám. Kromě toho na několika místech výslovně říká, že svoji nauku nikdy nenapsal a nenapíše, protože filosofický náhled se musí učit vlastním úsilím a nedá se svěřit písmu. Platónská tradice většinou vycházela z obsahu dialogů a teprve ve 20. století se objevují pokusy o rekonstrukci Platónovy „nepsané nauky“, která se od dialogů liší.

### Sókratés a Platónovy dialogy
Platónův Sókratés přináší do filosofické tradice několik výrazných novinek. Pokud jde o metodu, zastává názor, že k pravému poznání se dospívá v dialogu, kde se střetávají různé názory a argumenty. Pokud jde o tematický obsah, obrací Platón pozornost od zkoumání přírody k člověku, k lidské společnosti, k výchově a etice. Stálými tématy dialogů jsou zejména:
- otázky pravého poznání (epistémé) v protikladu k pouhému mínění (doxa),
- nauka o lidské duši, která nemůže být smrtelná,
- nauka o věčných idejích, které vládnou viditelnému světu,
- nejvyšší idea dobra a s ní související ctnosti,
- otázka, zda se ctnosti opírají o rozumové poznání a dají se tedy učit,
- otázky nejlepšího možného uspořádání společnosti a obce.

### Platónova nepsaná nauka
Platón se opakovaně zdráhal sepsat vlastní filosofický systém, protože se přesvědčil, že lidé, kteří si něco takového letmo přečtou a nevěnují tomu vlastní myšlenkové úsilí, mohou mít dojem, že něco vědí, ve skutečnosti se však mýlí. Proto se také dialogy často vyhýbají definitivním soudům, někdy si i protiřečí a tak čtenáře nutí přemýšlet.
Zdrojem pro rekonstrukci Platónovy vlastní filosofické nauky, kterou patrně sděloval svým žákům ústně, je hlavně Sedmý list, několik pasáží dialogů a rané spisy jeho žáků, především Aristotela. Na nepsanou nauku navazují podle některých badatelů i novoplatonici, takže i u nich se o ní lze něco dozvědět. Podle G. Reale je východiskem platónské ontologie nejvyšší idea čili Jedno a „nesouměrná dvojice“.

## Historie
Platonismus provází a ovlivňuje západní filosofii do té míry, že britský filosof A. N. Whitehead mohl napsat, že celá filosofie jsou jen poznámky k Platónovi. Této skutečnosti stálé, nikdy úplně nepřerušené tradice vděčíme také za to, že se Platónovo dílo téměř v úplnosti zachovalo. Na druhé straně ve staletém provozu Akademie Platónovo učení přirozeně podléhalo snahám o zjednodušení a vytvoření naučitelného systému. Tím platónismus v Akademii zplaňoval a potřeboval periodické obnovování v díle velkých myslitelů.

### Akademie
Platón dlouhá léta učil ve škole, kterou založil za hradbami Athén a která trvala více než 800 let. Po jeho smrti ji vedl Platónův synovec Speusippos a jeho nástupce Xenokratés (do 314 př. n. l.), kteří se zajímali o Pythagorovy nauky o číslech a snažili se je skloubit s dědictvím Platónovým. Kolem roku 266 př. n. l., když Akademii převzal Arkesilaos, přichází s ním silný skepticismus, pochybnost o tom, zda člověk může něco bezpečně poznat a polemika se stoicismem. Tuto fázi nazýváme střední Akademií. Nová Akademie začíná s Karneadem (155 př. n. l.), který v této skeptické linii pokračoval. Zároveň však byl upřímně přesvědčen, že se věrně drží Platónova dědictví.

### Střední platonismus
Kolem roku 90 př. n. l. se vedení Akademie ujal Antiochos z Askalonu a tím začíná jiná epocha. Na místo skepse nastupuje synkretické přejímání některých peripatetických (aristotelských) představ a stoických názorů. Ideje či formy nejsou transcendentní, nýbrž sídlí v rozumné mysli, a svět je živá, oduševnělá bytost, světová duše. Nejvýznamnější postavou tohoto období je Plútarchos. O pružné a eklektické povaze středního platónismu svědčí i to, že jeho názory mohl přebírat pytagoreismus i židovská filosofie (Filón Alexandrijský).

### Novoplatonismus
V průběhu 3. století přišel velmi originální myslitel, alexandrijský Ammonios Sakkas, který se patrně pokusil o syntézu platonismu a křesťanství, a jeho žák Plótinos, jehož spisy se z velké části zachovaly. Pro novoplatónismus je charakteristické, že přejímá východní vlivy, křesťanská a mystická, snad i gnostická témata. Z Platónových spisů se nejvíce zabývá dialogem Timaios, který vysvětluje původ světa. Z nejvyššího, věčného a neměnného Jednoho vyplývá emanací rozum a další, nižší bytosti a jsoucna, duše, jež žijí a mění se. Vesmír není věčný a stálý, nýbrž má svůj život a někam směřuje. I lidská duše se podílí na vesmírném rozumu a může se v ekstázi povznést až ke spojení s nejvyšším Dobrem čili Bohem, což je také poslední a nejvyšší poslání člověka.
Plótinovi žáci a pokračovatelé, Porfyrios a Iamblichos, se dostali do přímé polemiky s křesťanstvím, Akademie se významně obnovila hlavně díky velmi ceněnému komentátorovi Proklovi (zemřel roku 485), ale roku 529 ji císař Justinián I. definitivně zrušil.

### Křesťanská filosofie
Do křesťanství vstupuje platonismus prostřednictvím velkých alexandrijských učenců 2. a 3. století, Klémenta Alexandrijského a Origena. Platónovi se podle nich – podobně jako podle Filóna a Ammonia - dostalo Božího zjevení a ideje jsou ve skutečnosti Boží myšlenky, které tvoří a udržují svět. Dalším významným křesťanským platonikem byl svatý Augustin, ovlivněný hlavně novoplatónismem. Vzhledem k jeho velké autoritě v západní (latinské) církvi byl tak platonismus plně rehabilitován a ovlivňoval zejména západní myšlení až do vrcholného středověku. Novoplatónský zájem o dialog Timaios způsobil, že to byl až do 12. století jediný Platónův spis, který byl v latinské Evropě znám. Další autoritou, která se o křesťanskou recepci novoplatonismu výrazně přičinila, byl neznámý syrský mnich 5. století, který psal pod jménem Dionýsios Areopagita. I velcí aristotelici středověku jako Albert Veliký nebo Tomáš Akvinský byli přes Augustina a Dionýsia pod silným vlivem novoplatónismu a středověký spor o povahu univerzálií (viz Realismus a nominalismus) byl také sporem o výklad Platóna.
Na konci středověku se tak ustavila pozoruhodná syntéza řecké filosofie a křesťanské teologie, jež zahrnula myšlenky Platónovy, Plótinovy (většinou zprostředkované Augustinem a Dionýsiem), ale výrazně také Aristotelovy. Tento systematický celek, určený pro učení ve školách (scholastika), se jí podařilo skloubit s křesťanským učením i tam, kde by mu Platón i Aristotelés odporovali: křesťanský Bůh se člověku sám zjevuje a přikazuje, není tedy jen myšleným počátkem a zdrojem pohybu; není součástí světa a nepodléhá tudíž osudu, nýbrž je jeho stvořitelem a svrchovaným vládcem; poslední autoritou není rozum, nýbrž Boží zjevení; svět má počátek i konec a není tedy věčný; posláním člověka i obce je sloužit Bohu a tak dojít spásy, nikoli hledat vlastní štěstí a dokonalost; nejvyšší lidskou činností není teoretické myšlení, nýbrž spolupráce na království Božím.

### Humanismus
Novou vlnu zájmu o Platóna vzbudily rukopisy jeho děl, jež se do Evropy dostaly během 15. století a podstatně ovlivnily vznikající humanismus. Koncem 15. století už vycházely tiskem a mnozí učenci je překládali, zejména Gemistos Plethón a Marsilio Ficino. Pod vlivem středověké syntézy však i humanisté dlouho četli a vykládali Platóna podle novoplatónských představ.
Platonismus se výrazně podílel na nové vlně politického myšlení, v úvahách o uspořádání státu u politiků, právníků i u renesančních utopistů. K humanistické platónské tradici můžeme počítat Machiavelliho, renesanční matematiky, Galilea Galilei nebo Giordana Bruna.

### Novověk
Platónská tradice ve své středověké podobě, s aristotelskými i mystickými prvky se nejdéle udržela na anglických univerzitách, kde nebyla nikdy úplně přerušena. Z cambridgeské platónské školy vyšel Isaac Newton, ale silný platónský vliv lze najít u Komenského, u Leibnize a dalších vědců, zejména matematiků, včetně Bernarda Bolzana. Také Kantův učitel Wolff ještě vyučoval scholastickou syntézu, „předkritickou filosofii“.
Platónské myšlenky – například ideu dialektiky – najdeme u Hegela a u Platónova překladatele Schleiermachera, jistý platonismus se často přisuzuje Husserlovi, výslovně se k němu hlásil Whitehead a řada filosofujících vědců (Gottlob Frege, Gödel, Werner Heisenberg, Emanuel Rádl). O „negativní platónismus“ se snažil Jan Patočka. V současnosti se platonismus – přinejmenším jako důraz na věci neměnné a věčné, případně rozumové - vyskytuje jak ve filosofii matematiky a logiky, tak také v politické filosofii a v etice (Leo Strauss, MacIntyre aj.). Naopak ostrou, i když také problematickou kritiku Platónovy politické filosofie napsal Karl Popper.
Významné obnovení platónských bádání, která se snaží v široké syntetické tradici západního platónismu najít vlastní – i když „nepsané“ - myšlenky Platónovy, znamenaly práce francouzského filosofa Léona Robina, Jana Patočky a italského filosofa G. Reale.